# 王学珍
王学珍（1926年8月—2021年12月13日），浙江衢县人，中华人民共和国政治人物。

## 生平
1947年至1950年，在北京大学法律系学习并参加中国民主青年联盟，1948年7月，加入中国共产党。任北京大学法学院党支部和文法学院党支部支部委员、支部副书记，北京大学学生会副主席，北京大学校务委员会委员，北京大学党总支部委员，北京大学学生会主席，北京大学校务委员会常委。1950年3月至1953年4月，任北京大学党委组织部副部长、部长，校党委常委、党委副书记。1953年至1956年，任北京大学党委常委、校教务处主任秘书。1956年至1966年，任北京大学党委常委，校教务处副处长、处长，校副教务长兼社会科学处处长，代理教务长。1966年至1972年，任文化大革命中受迫害，下放江西五七干校、北京大学大兴分校劳动。1972年至1978年，在北京大学历史系教改组工作。1978年至1984年，任北京大学教务部副部长、部长，校教务长、校党委常委、副校长。1984年3月至1990年11月，任北京大学党委书记。1991年，任北京大学校务委员会副主任，北京大学党史校史研究室主任、日本研究中心主任。此外担任政协第八届全国委员会委员；中共第十二届，十三届中央候补委员。